# دوري الدرجة الثانية البيروي 1947
دوري الدرجة الثانية البيروفي 1947 هو موسم من دوري الدرجة الثانية البيروفي ‏. فاز فيه Sportivo Jorge Chávez (Callao) ‏.